# Oedalea nanlingensis
Oedalea nanlingensis är en tvåvingeart som beskrevs av Yang och Patrick Grootaert 2006. Oedalea nanlingensis ingår i släktet Oedalea och familjen puckeldansflugor. Inga underarter finns listade i Catalogue of Life.